# Dedi Hartono
Dedi Hartono (sinh ra ở Bandar Lampung ngày 12 tháng 12 năm 1987) là một cầu thủ bóng đá người Indonesia thi đấu cho Mitra Kukar ở Indonesia Super League.

## Sự nghiệp quốc tế

### Đội tuyển quốc gia
| Đội tuyển quốc gia Indonesia | Đội tuyển quốc gia Indonesia | Đội tuyển quốc gia Indonesia |
| Năm                          | Số trận                      | Bàn thắng                    |
| ---------------------------- | ---------------------------- | ---------------------------- |
| 2014                         | 3                            | 0                            |
| Tổng cộng                    | 3                            | 0                            |

## Danh hiệu

### Danh hiệu câu lạc bộ
Semen Padang
- Indonesia Premier League (1): 2011-12